# Molitva
A Molitva (ciril betűkkel: Молитва, magyarul: Imádság) Marija Šerifović szerb énekesnő dala, amellyel Szerbia képviseletében megnyerte a 2007-es Eurovíziós Dalfesztivált Helsinkiben. A dal 2007. március 8-án, a szerb nemzeti döntőben, a Beovizijában megszerzett győzelemmel érdemelte ki a dalversenyen való indulás jogát. Ez volt Szerbia első szereplése független államként, miután Szerbia és Montenegró államszövetsége 2006 júniusában felbomlott.

## Eurovíziós Dalfsztivál
2013. február 7-én vált hivatalossá, hogy az énekesnő is résztvevője az Beovizija mezőnyének. Dalával először az március 7-i elődöntőben versenyzett, ahonnan első helyezettként sikeresen továbbjutott a döntőbe. A következő napon rendezett döntőben a nemzeti zsűri és a nézők szavazatai alapján megnyerte a válogatóműsort, így az alábbi dallal képviselhette Szerbiát az Eurovíziós Dalfesztiválon.
A dalt először a május 10-én rendezett elődöntőben adta elő, fellépési sorrendben tizenötödikként, a Lengyelországot képviselő The Jet Set együttes Time To Party című dala után és a Csehországot képviselő Kabát együttes Malá Dáma című dala előtt. Az elődöntőből első helyezettként sikeresen továbbjutott a május 12-i döntőbe, ahol fellépési sorrendben tizenhetedikként lépett fel, a Németországot képviselő Roger Cicero Frauen regier'n die Welt című dala után és az Ukrajnát képviselő Verka Serdhuchka Dancing Lasha Tumbai című dala előtt. A szavazás során összesítésben 268 ponttal (Ausztriától, Bosznia-Hercegovinától, Finnországtól, Horvátországtól, Macedóniától, Magyarországtól, Montenegrótól, Szerbiától, Svájctól és Szlovéniától maximális pontot kapott) megnyerte a versenyt és megszerezte Szerbia első és mai napig egyetlen eurovíziós győzelmét, egyben a 2008-as Eurovíziós Dalfesztivál rendezési jogát is elnyerte.
A Molitva az első nyertes dal 1998 óta, mely nem tartalmaz angol szöveget. (A 2004-es nyertes, Ruslana Wild Dances című dalában volt néhány angol kifejezés.) Emellett ez volt az első alkalom, hogy egy lassú szám nyert, amióta bevezették a telefonos szavazást.
A következő szerb induló Jelena Tomašević Oro című dala volt a hazai rendezésű 2008-as Eurovíziós Dalfesztiválon, Belgrádban.
A következő győztes az Oroszországot képviselő Dima Bilan Believe című dala volt.

### Kapott pontok
Elődöntő
| Össz | Szavazó országok | Szavazó országok | Szavazó országok | Szavazó országok | Szavazó országok | Szavazó országok | Szavazó országok | Szavazó országok | Szavazó országok | Szavazó országok | Szavazó országok | Szavazó országok | Szavazó országok | Szavazó országok | Szavazó országok | Szavazó országok | Szavazó országok | Szavazó országok | Szavazó országok | Szavazó országok | Szavazó országok | Szavazó országok | Szavazó országok | Szavazó országok | Szavazó országok | Szavazó országok | Szavazó országok | Szavazó országok | Szavazó országok | Szavazó országok | Szavazó országok | Szavazó országok | Szavazó országok    | Szavazó országok | Szavazó országok | Szavazó országok | Szavazó országok | Szavazó országok | Szavazó országok | Szavazó országok | Szavazó országok   | Szavazó országok |
| Össz | Bulgária         | Izrael           | Ciprus           | Fehéroroszország | Izland           | Grúzia           | Montenegró       | Svájc            | Moldova          | Hollandia        | Albánia          | Dánia            | Horvátország     | Lengyelország    | Csehország       | Portugália       | Macedónia        | Norvégia         | Málta            | Andorra          | Magyarország     | Észtország       | Belgium          | Szlovénia        | Törökország      | Ausztria         | Lettország       | Örményország     | Franciaország    | Görögország      | Spanyolország    | Finnország       | Bosznia-Hercegovina | Románia          | Németország      | Litvánia         | Írország         | Svédország       | Ukrajna          | Oroszország      | Egyesült Királyság |                  |
| ---- | ---------------- | ---------------- | ---------------- | ---------------- | ---------------- | ---------------- | ---------------- | ---------------- | ---------------- | ---------------- | ---------------- | ---------------- | ---------------- | ---------------- | ---------------- | ---------------- | ---------------- | ---------------- | ---------------- | ---------------- | ---------------- | ---------------- | ---------------- | ---------------- | ---------------- | ---------------- | ---------------- | ---------------- | ---------------- | ---------------- | ---------------- | ---------------- | ------------------- | ---------------- | ---------------- | ---------------- | ---------------- | ---------------- | ---------------- | ---------------- | ------------------ | ---------------- |
| 298  | 8                | 7                | 8                | 10               | 10               | 8                | 12               | 12               | 6                | 10               | 2                | 6                | 12               | 5                | 12               | 4                | 12               | 8                | 1                |                  | 12               |                  | 4                | 12               |                  | 12               | 2                | 10               | 7                | 5                | 5                | 8                | 12                  | 6                | 10               | 1                | 8                | 10               | 8                | 8                | 5                  |                  |

Döntő
| Össz | Szavazó országok    | Szavazó országok | Szavazó országok | Szavazó országok | Szavazó országok | Szavazó országok | Szavazó országok | Szavazó országok | Szavazó országok | Szavazó országok | Szavazó országok | Szavazó országok | Szavazó országok | Szavazó országok | Szavazó országok | Szavazó országok | Szavazó országok | Szavazó országok   | Szavazó országok | Szavazó országok | Szavazó országok | Szavazó országok | Szavazó országok | Szavazó országok | Szavazó országok | Szavazó országok | Szavazó országok | Szavazó országok | Szavazó országok | Szavazó országok | Szavazó országok | Szavazó országok | Szavazó országok | Szavazó országok | Szavazó országok | Szavazó országok | Szavazó országok | Szavazó országok | Szavazó országok | Szavazó országok | Szavazó országok | Szavazó országok |
| Össz | Bosznia-Hercegovina | Spanyolország    | Fehéroroszország | Írország         | Finnország       | Macedónia        | Szlovénia        | Magyarország     | Litvánia         | Görögország      | Grúzia           | Svédország       | Franciaország    | Lettország       | Oroszország      | Németország      | Ukrajna          | Egyesült Királyság | Románia          | Bulgária         | Törökország      | Örményország     | Moldova          | Izrael           | Ciprus           | Izland           | Montenegró       | Svájc            | Hollandia        | Albánia          | Dánia            | Horvátország     | Lengyelország    | Csehország       | Portugália       | Norvégia         | Málta            | Andorra          | Észtország       | Belgium          | Ausztria         |                  |
| ---- | ------------------- | ---------------- | ---------------- | ---------------- | ---------------- | ---------------- | ---------------- | ---------------- | ---------------- | ---------------- | ---------------- | ---------------- | ---------------- | ---------------- | ---------------- | ---------------- | ---------------- | ------------------ | ---------------- | ---------------- | ---------------- | ---------------- | ---------------- | ---------------- | ---------------- | ---------------- | ---------------- | ---------------- | ---------------- | ---------------- | ---------------- | ---------------- | ---------------- | ---------------- | ---------------- | ---------------- | ---------------- | ---------------- | ---------------- | ---------------- | ---------------- | ---------------- |
| 268  | 12                  | 1                | 7                | 4                | 12               | 12               | 12               | 12               |                  | 4                | 6                | 10               | 8                | 3                | 5                | 8                | 6                |                    | 6                | 6                |                  | 7                | 5                | 3                | 3                | 7                | 12               | 12               | 8                | 1                | 6                | 12               | 8                | 8                | 5                | 10               | 8                |                  |                  | 7                | 12               |                  |

### Díjak
A dalfesztivált megelőző időszakban megrendezett hivatalos rajongói szavazáson ezt a dalt választották a legjobbnak. A művészeti díj kategóriában elnyerte a Marcel Bezençon-díjat.

## A dal háttere
A dal emlékezetes egyszerű színpadi előadása miatt is, melyből hiányoztak a táncok, a díszes vagy kivágott kosztümök, a pirotechnika és más színpadi trükkök. A Molitva sok eleme kontrasztban állt az előző évi győztes Hard Rock Hallelujah című számmal.

### Más változatok
A dal angol nyelvű változatának Destiny, az orosznak Malitva, a finnek Rukoilen a címe. A dalnak egy dance remix változata is megjelent. Magyarországon a Megasztár című zenei tehetségkutató műsor egyik adásában Bencsik Tamara elénekelte a dalt, bizonyos részeit magyarul.

## Dalszöveg
| Molitva, kao žar na mojim usnama je, Molitva, mesto reči samo ime tvoje. Nebo zna, kao ja, Koliko puta sam ponovila, To nebo zna, baš kao ja, Da je ime tvoje moja jedina Molitva – A dal refrénje | Imádság, mint a parázs az ajkaimon Imádság, szavak helyett csak a neved És az ég tudja, ahogy én is Hányszor ismételgettem ezt Az ég tudja, akárcsak én Hogy a neved az egyetlen Imádságom – A dal refrénje magyarul |

## Galéria

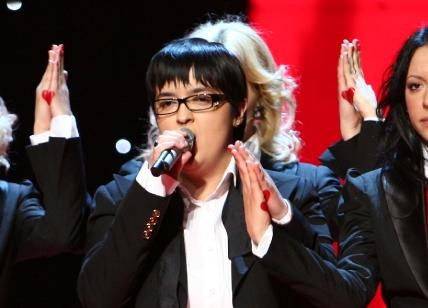
Az döntő főpróbáján
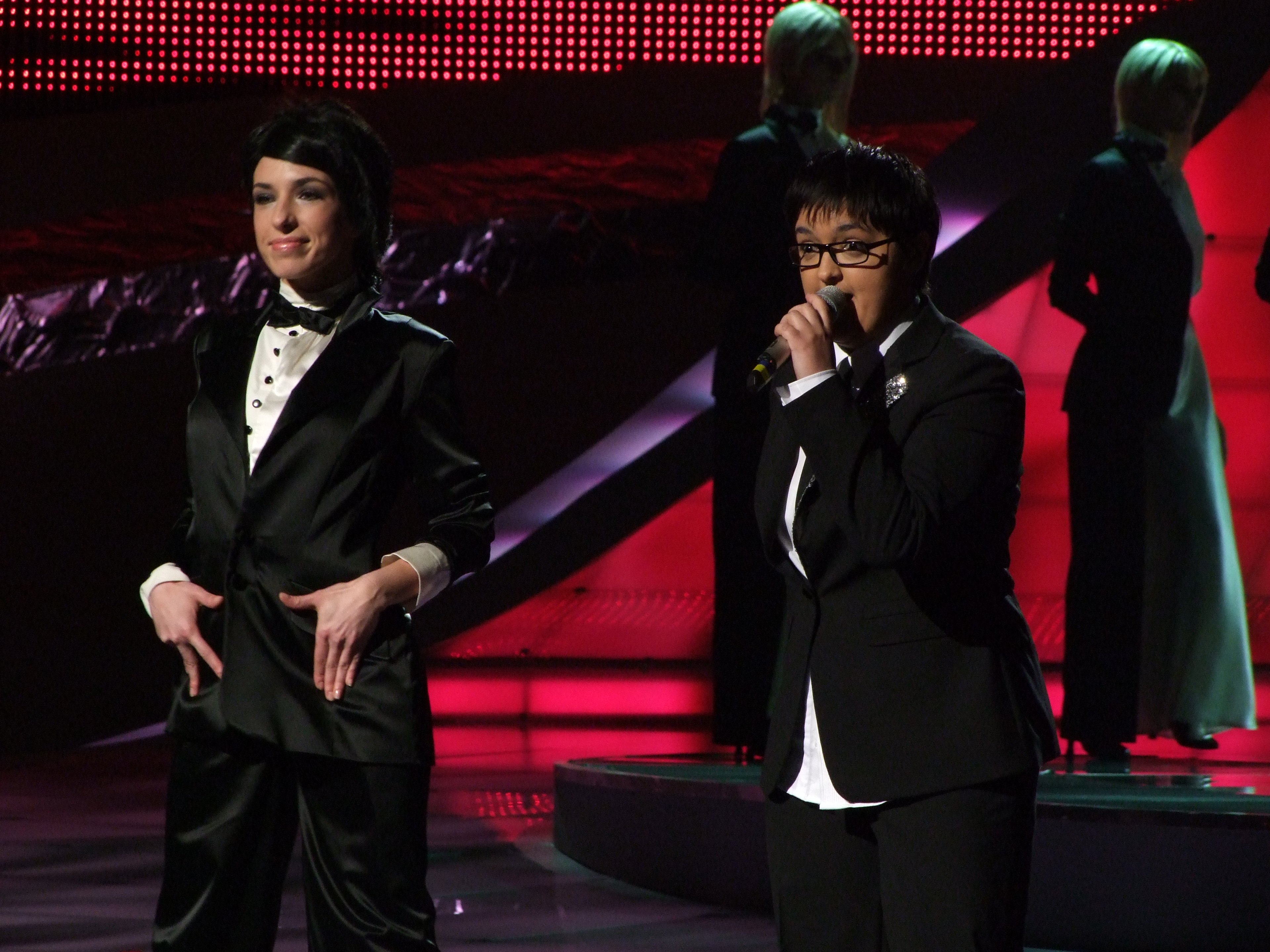
A 2008-as dalfesztivál döntőjében